# Treveri Basketball
Il Treveri Basketball, conosciuto anche come TBB Trier, era una società cestistica avente sede a Treviri, in Germania. Fondata nel 1956 all'interno della polisportiva TV Germania Trier, nel 1990 assunse la denominazione Treveri Basketball. Giocava nel campionato tedesco.
Disputavano le partite interne nella Trier Arena, che ha una capacità di 5.900 spettatori.

## Palmarès
- Coppa di Germania: 2

1998, 2001